# 橋場バイパス
- 日本の道路 > 一般国道 > 国道46号 > 橋場バイパス

橋場バイパス（はしばバイパス）は、岩手県岩手郡雫石町を通る国道46号のバイパス道路。地域高規格道路「盛岡秋田道路」の一部を成し、橋場改良という名称で国土交通省により事業が進められた。

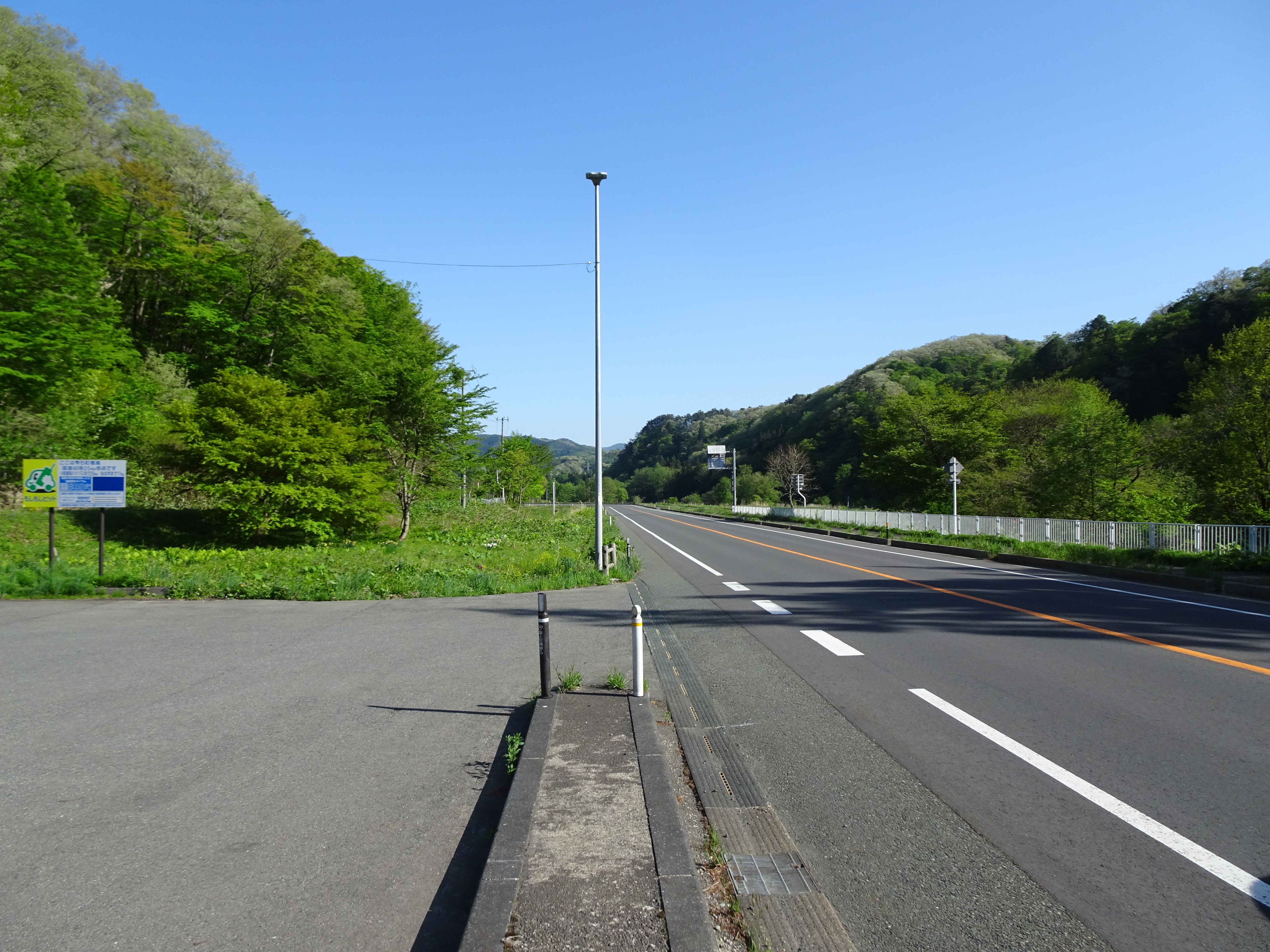
岩手県岩手郡雫石町橋場安栖野付近

## 道路諸元
- 起点：雫石町橋場字安栖（雫石町立橋場小学校北側）
- 終点：雫石町橋場字小柳沢（道の駅雫石あねっこ南側）
- 延長：700 m
- 道路幅員：14.5 m
- 車線数：2車線
- 設計速度：80 km/h

## 特徴
連続する急カーブ・幅員狭小・土砂崩落危険箇所を避ける目的で1998年に事業着手し、同年12月には地域高規格道路の整備区間として指定された。2002年12月4日に片側1車線のバイパスとして開通。雫石川の支流である竜川をショートカットする形で安栖橋・舟原橋・神明下橋の3橋が新設され、落石覆い（ロックシェッド）のあった旧道の対岸を通過している。旧道は雫石町道に格下げ、落石覆いの区間は通行止め。